# Kanadas damlandslag i fotboll
Kanadas damlandslag i fotboll representerar Kanada i fotboll på damsidan. Laget har som bäst vunnit ett olympisk guld vid sommarspelen 2020 i Tokyo, de har även nått semifinal och vunnit två olympiska brons i rad 2012 i London och 2016 i Rio de Janeiro (efter vinst mot Frankrike respektive värdlandet Brasilien i matchen om tredjepris), medan bästa VM-resultatet är fjärdeplats i USA-VM 2003 (där Kanada förlorade mot värdlandet USA i bronsmatchen).
Första officiella landskampen spelades i Blaine, Minnesota i USA den 7 juli 1986, där Kanada förlorade med 0–2 mot USA.

## Förbundskaptener
- Neil Turnbull, 1986–1991 och 1996–1999
- Sylvie Béliveau, 1993–1995
- Ian Bridge, två matcher under 2007
- Even Pellerud, 2000–2008
- Carolina Morace, 2009–2011
- John Herdman, 2011–2018
- Kenneth Heiner-Møller, 2018–2020
- Beverly Priestman, 2020–

## Laguppställning
Följande spelare ingår i spelartruppen i VM 2023 som spelas i Australien och Nya Zeeland.
- Matcher och mål är uppdaterade per den 19 juli 2023.

| Nr | Pos. | Namn                    | Födelsedatum (ålder)      | Matcher | Mål |           | Klubb                    |
| -- | ---- | ----------------------- | ------------------------- | ------- | --- | --------- | ------------------------ |
| 1  | MV   | Kailen Sheridan         | 16 juli 1995 (28 år)      | 35      | 0   | USA       | San Diego Wave           |
| 2  | F    | Allysha Chapman         | 25 januari 1989 (34 år)   | 96      | 2   | USA       | Houston Dash             |
| 3  | F    | Kadeisha Buchanan       | 5 november 1995 (27 år)   | 131     | 4   | England   | Chelsea                  |
| 4  | F    | Shelina Zadorsky        | 24 oktober 1992 (30 år)   | 89      | 4   | England   | Tottenham Hotspur        |
| 5  | MF   | Quinn (fotbollsspelare) | 11 augusti 1995 (27 år)   | 89      | 5   | USA       | OL Reign                 |
| 6  | A    | Deanne Rose             | 3 mars 1999 (24 år)       | 73      | 10  | England   | Reading                  |
| 7  | MF   | Julia Grosso            | 29 augusti 2000 (22 år)   | 50      | 3   | Italien   | Juventus                 |
| 8  | F    | Jayde Riviere           | 22 januari 2001 (22 år)   | 37      | 1   | England   | Manchester United        |
| 9  | A    | Jordyn Huitema          | 8 maj 2001 (22 år)        | 64      | 16  | USA       | OL Reign                 |
| 10 | F    | Ashley Lawrence         | 11 juni 1995 (28 år)      | 117     | 8   | Frankrike | Paris Saint-Germain      |
| 11 | A    | Evelyne Viens           | 6 februari 1997 (26 år)   | 18      | 4   | Sverige   | Kristianstads DFF        |
| 12 | A    | Christine Sinclair      | 12 juni 1983 (40 år)      | 323     | 190 | USA       | Portland Thorns          |
| 13 | MF   | Sophie Schmidt          | 28 juni 1988 (35 år)      | 221     | 20  | USA       | Houston Dash             |
| 14 | F    | Vanessa Gilles          | 11 mars 1996 (27 år)      | 25      | 3   | Frankrike | Lyon                     |
| 15 | A    | Nichelle Prince         | 19 februari 1995 (28 år)  | 90      | 13  | USA       | Houston Dash             |
| 16 | F    | Gabrielle Carle         | 12 oktober 1998 (24 år)   | 36      | 1   | USA       | Washington Spirit        |
| 17 | MF   | Jessie Fleming          | 11 mars 1998 (25 år)      | 115     | 19  | England   | Chelsea                  |
| 18 | MV   | Sabrina D'Angelo        | 11 maj 1993 (30 år)       | 13      | 0   | England   | Arsenal                  |
| 19 | A    | Adriana Leon            | 2 oktober 1992 (30 år)    | 96      | 28  | England   | Manchester United        |
| 20 | A    | Cloé Lacasse            | 7 juli 1993 (30 år)       | 19      | 1   | Portugal  | Benfica                  |
| 21 | MF   | Simi Awujo              | 23 september 2003 (19 år) | 6       | 0   | USA       | USC Trojans              |
| 22 | MV   | Lysianne Proulx         | 17 april 1999 (24 år)     | 0       | 0   | Portugal  | Torreense                |
| 23 | MF   | Olivia Smith            | 5 augusti 2004 (18 år)    | 2       | 0   | USA       | Penn State Nittany Lions |